# Почесний чоловік
Почесний чоловік — жінка, яка отримує статус чоловіка без порушення патріархального статус-кво. Ряд жінок протягом історії отримували чоловічі привілеї без санкцій. Певну роль цьому відігравала гендерна неконформність, в решті випадків жінки переймали чоловічу гендерну роль та компенсували наслідки через синдром бджолиної матки.

## Історія

### Стародавній Єгипет
Після Нефрусебек цариця Хатшепсут була першою жінкою-правителькою Стародавнього Єгипту, яка діяла як повний фараон. Правлячи в Новому царстві, Хатшепсут зображувала і стверджувала себе як правителя-чоловіка. У творах мистецтва та скульптурі Хатшепсут представлена в традиційному головному уборі фараона, кілті та накладній бороді — символі царства; її груди зменшені та не підкреслені, а плечі широкі та мужні. Хатшепсут здійснила кілька будівельних проєктів і військових кампаній, привела Єгипет до періоду миру та процвітання. 
Дії Хатшепсут щодо покращення статусу жінок у цей час невідомі, хоча жінки в Стародавньому Єгипті могли самі вибирати професію, вступати в шлюб з ким завгодно, укладати передшлюбні угоди, які їм вигідні, розлучатися зі своїми чоловіками, володіти нерухомістю, вступати до духовенства та мали доступ до контрацепції та абортів. Жінки в Єгипті в цей час мали вищий статус, ніж жінки в інших країнах, і більше, ніж єгиптянки будуть у наступні століття після піднесення християнства в IV столітті нашої ери та після ісламу в VII столітті нашої ери.

### Німеччина залізного віку
Жіночі поховання в латенській культурі в Західній Європі між 450 і 380 роками до н. е. вказують на елітний статус деяких жінок. Індикатори статусу еліти в Центральній і Південній Німеччині в цей період включали об'єкти влади, подібні до тих, які були знайдені в попередні періоди. Могили високого статусу в попередній гальштаттський період (750 р. до н. е. — 450 р. до н. е.) включали золоті шийні кільця, бронзові кинджали, бронзові посудини для пиття та чотириколісні вози. На могилах у Гохдорфі, регіон Біберах, розкопаних у 1970 році, знайдено лише елітні чоловічі поховання до та під час гальштатського періоду. Однак у 480 р. до н. е. кількість елітних чоловічих могил почала зменшуватися, і їх раптово замінили елітні жіночі могили. Приблизно в той же час ці поховання високого статусу перейшли від більшості чоловіків до жінок. Війна спричинила масову еміграцію чоловіків, залучивши жінок на ті ролі, які раніше виконували чоловіки.
Подібні зміни населення відбулися в кельтських регіонах Європи. Оскільки більшість кельтського суспільства в залізному віці була зосереджена навколо сільського господарства, домінував клас землевласників. У міру того, як у середньовічній Шотландії зростала кількість воєн, жінки незабаром опинилися у ролі землевласниць і можновладиць. Змагальні бенкети, великі заходи, які влаштовували жінки-землевласниці, включали велику кількість алкоголю та їжі. Якість бенкету відображала соціально-економічний статус господині. Обладнання, вбрання та методи проведення цих бенкетів також впливали на закони та цінності. Золоті шийні персні, що символізують найвищий статус успішної господині бенкету, були знайдені в жіночих могилах, що свідчить про те, що жінки продовжували практики, яких традиційно дотримувалися чоловіки. Прихід жінок до влади в патріархальному суспільстві став можливим завдяки меншій чисельності чоловіків, а не їхній відсутності. За словами Беттіни Арнольд, авторки книги «Почесні чоловіки чи жінки? Стать, статус і влада в Європі залізного віку», археологічний аналіз поховань показує, що деякі жінки були почесними чоловіками, оскільки їх ховали як з соціально-економічними, так і з військовими символами влади.

### До ХХІ століття

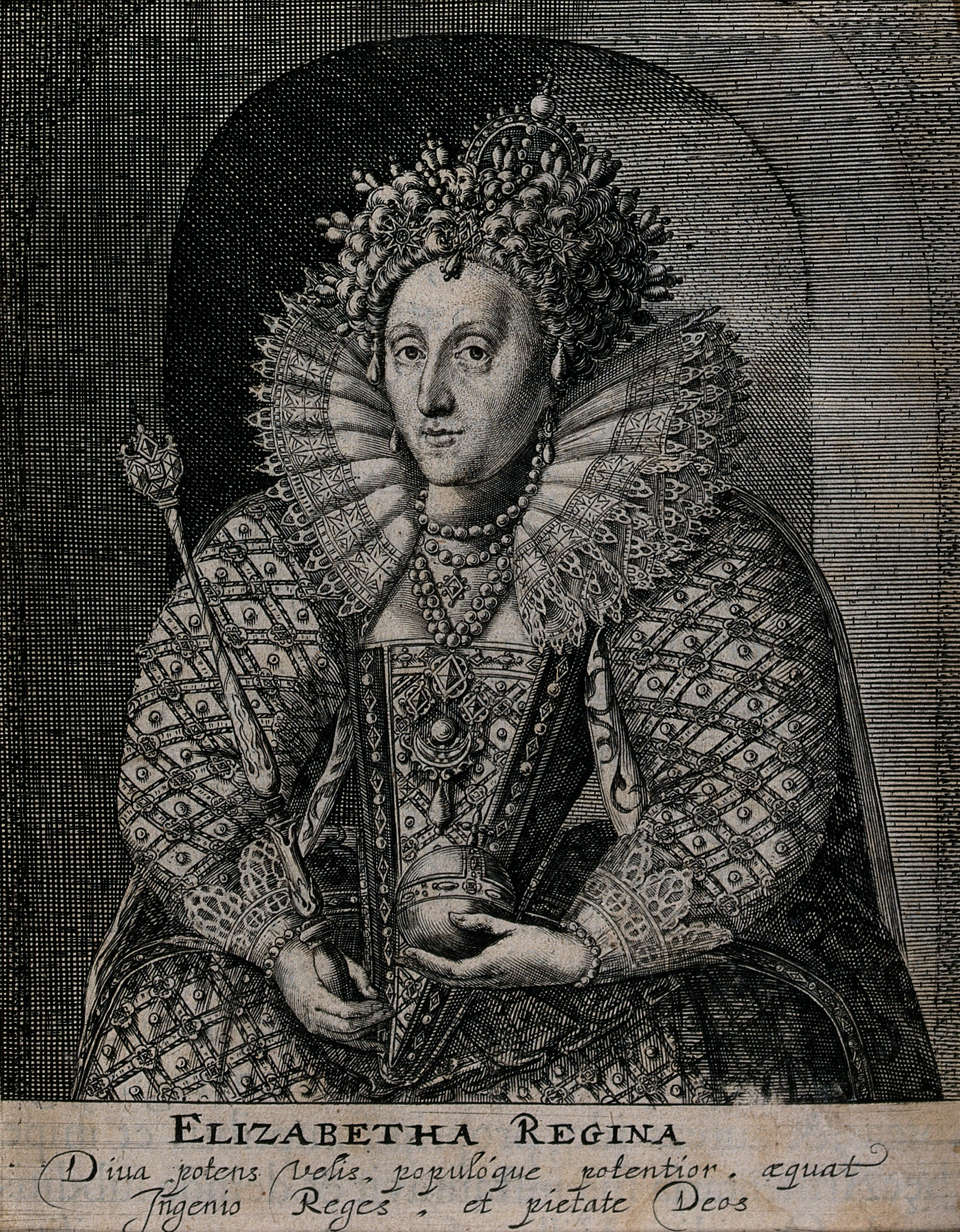
Королева Єлизавета I, чий престиж, мабуть, не сприяв становленню жінок у її країні

У книзі «Королева Єлизавета I та стійкість патріархату» Еллісон Гейш описує почесних чоловіків як жінок, які приймають цінності та практики чоловічого суспільства, в якому вони функціонують, засвоюють і слідують їм. Вона зазначає, що почесні чоловіки, як правило, підтримують, а не руйнують патріархальне правління, і наводить як приклад королеву Єлизавету I, правління якої майже не вплинуло на статус жінок в Англії. Вона також наводить приклад американської письменниці Гертруди Стайн, яка сидить у своєму салоні, курить сигари та розмовляє з чоловіками. Участь Стайн тимчасово змінює ритуал після обіду, під час якого чоловіки курять сигари та розмовляють між собою, але не змінює його остаточно. Для неї зроблено виняток, тому що вона сприймається як така, що відрізняється від інших жінок; Ернест Гемінґвей якось написав у листі: «Гертруда Стайн і я — як брати».

### 1900-ті— сучасність
Почесний чоловік, як пише Керолін Гейлбрун у «Неавтобіографії „привілейованих“ жінок: Англія та Америка» 1988 року, мусить ізолювати себе від звичайної жінки, щоб зберегти свій «привілейований» статус. Таким чином вона змінює одну форму ув'язнення (домашню сферу) на іншу (чоловічу сферу).
Порівнюючи домінування чоловіків у політичній сфері в Замбії з домінуванням у США у 1998 році, Сара Глупекіле Лонґве пише, що почесні чоловіки часто також є бджолиними матками, яких «навчили вірити, що жінки вже мають рівність — бо вони самі досягли вершини»; вона називає це синдромом Тетчер. Такі жінки, як вона стверджує, не бажають посилювати можливості інших жінок, а скоріше хочуть зберегти власний винятковий статус серед чоловіків.
Маргарет Етвуд описала результати дослідження книжкових оглядів, проведеного в 1972 році:
Ми також виявили, що якщо чоловічу книгу хвалили, то вона мала тенденцію до надмірно чоловічих прикметників; письменник був ультра-чоловіком. Якщо ж її не схвалювали, бідолаха отримував прикметники з "жіночого" списку Квіллера-Кауча. Якщо жінка і незадовільна, жінка-письменниця буде більше жінкою, ніж жінкою; якщо нею захоплюються, вона "вийде за межі своєї статі" (це цитата) і буде піднята до статусу не-жінки, або почесного чоловіка. "Вона мислить як чоловік" — це був комплімент.
Урсула Ле Гуїн одного разу сказала в інтерв'ю: «Я прочитала „Нортонську антологію жіночої літератури“ від обкладинки до обкладинки. Це була для мене Біблія. Вона навчила мене, що мені більше не потрібно писати як почесний чоловік, що я могла писати як жінка і відчувати при цьому свободу».
Це явище спостерігається в академічних колах. Барбара Беґігол, директорка відділу магістратури з жіночих досліджень в Університеті Лафборо, Англія, провела дослідження, яке показало, що жінки, яких вона інтерв'ювала, відчували потребу відмежуватися від своїх колежанок, щоб досягти успіху в сфері, де домінують чоловіки.
Жінки в армії стикаються з подібною проблемою. Війни в Іраку та Афганістані дозволили жінкам виконувати бойові ролі. Однак для того, щоб жінок в армії сприймали та вважали успішними, вони відчувають, що повинні стати «однією з хлопців». Інакше вони зіткнуться з сексуальними та сексистськими глузуваннями, що в деяких випадках призвело до того, що жінки припинять свою військову кар'єру. Феміністична теоретикиня Синтія Енло стверджує, що військовий інститут не можна порівняти з інститутом освіти чи бізнесу через його властиві насильницькі та гіпермаскулінні характеристики. Вона заявляє, що це середовище настільки шкідливе для жінок, що вони ніколи не можуть повністю освоїтися.

## Подвійна зв'язка
Подвійні зв'язки — це подвійні стандарти щодо жінок-кандидаток і політичних лідерок. Здатність жінки подолати подвійні зв'язки дозволяє їй отримати статус почесного чоловіка. Щоб подолати їх, кандидатки та політичні лідерки мусять посилити свої маскулінні якості та зменшити фемінні, щоб їх сприймали як здатних виконувати цю роботу. Жінки не мають здаватися надто мужніми, щоб не здатися «сильними», але й не надто жіночними, бо тоді будуть «слабкими». Долан, Декман і Сверс у книзі «Жінки та політика» зазначають, що жінка-кандидатка повинна успішно подолати подвійні зв'язки, щоб брати участь у маскулінній політичній сфері.
На президентських виборах у США у 2008 році Гілларі Клінтон і Сара Пейлін зіткнулися з унікальними подвійними зв'язками у своїх перегонах відповідно на пост президентки та віцепрезидентки. Обом кандидаткам довелося вдало балансувати між жіночим і чоловічим образами, а також іншими викликами громадської думки. Клінтон змогла подолати подвійний зв'язок, представивши себе жорсткою та досвідченою (маскулінне) і співчутливою та емпатичною (фемінне). Кампанія Клінтон підкреслювала її участь у Вашингтоні, округ Колумбія, і її знання з питань. Її кампанія також намагалася зобразити її як щиру людину, яка піклується про американський народ. Однак Клінтон не змогла достукатися до громадськості як людина, яка заслуговує на довіру, бо може підключитися до звичайної людини.
Пейлін також вміло керувала подвійним зв'язком, показавши себе як жорстку політичну аутсайдерку та сімейну жінку. Пейлін розкритикувала Обаму та підтвердила свій образ звичайної хокеїстки, а не кар'єрної політикині. Те, що Пейлін наголошувала на своїй позиції політичної аутсайдерки, допомогло їй завоювати довіру людей і переконало їх, що вона може бути можливою агенткою політичних змін — переконання, яке Клінтон, здається, не могла передати багатьом своїм опонентам. Однак позиція Пейлін як політичної аутсайдерки дала їй зворотний ефект і виявила фактичну відсутність у неї кваліфікації для посади.

### Робота з подвійною зв'язкою
Оскільки подвійна зв'язка, пов'язана з почесними чоловіками, більше пов'язана з гендером, ніж із статтю, деякі культури вирішили уникати подвійної зв'язки, виражаючи свою стать по-різному. Наприклад, деякі жінки в Албанії, щоб отримати доступ до привілеїв, які успадковують чоловіки, живуть як чоловіки (заприсяжна цнотливиця). Іншими словами, ця культура включає жінок, які виконують роль чоловічої статі для власної вигоди. 
Алін Смітсон написала статтю про антропологів і фотографів, які спілкувалися віч-на-віч з «заклятими дівами». Вона пише: «„Заклята діва“ — це термін, який дають біологічній жінці на Балканах, яка вирішила на все життя прийняти соціальну ідентичність чоловіка. За традицією, що сягає сотень років тому, це іноді було необхідно в суспільстві, яке жило племінними кланами, дотримувалося Кануну, архаїчного кодексу законів, і підтримувало репресивне панування над жіночою статтю. Молодих дівчат зазвичай змушували вступати в шлюб за домовленістю з набагато старшими чоловіками у віддалених селах».
Завдяки такому стилю життя жінки мають набагато легший доступ до свобод, наданих чоловікам. Завдяки цьому вибору можна отримати свободу керувати автомобілем, голосувати, контролювати гроші та володіти власністю, всі функції, які традиційно дозволені лише чоловікам. Почесним чоловікам у цьому суспільстві також гарантована стабільність. Оскільки Албанія є патріархальним суспільством, сім'ї, які раптово втратили чоловічу фігуру, «опинилися б під загрозою втрати всього».